# Nello Celio

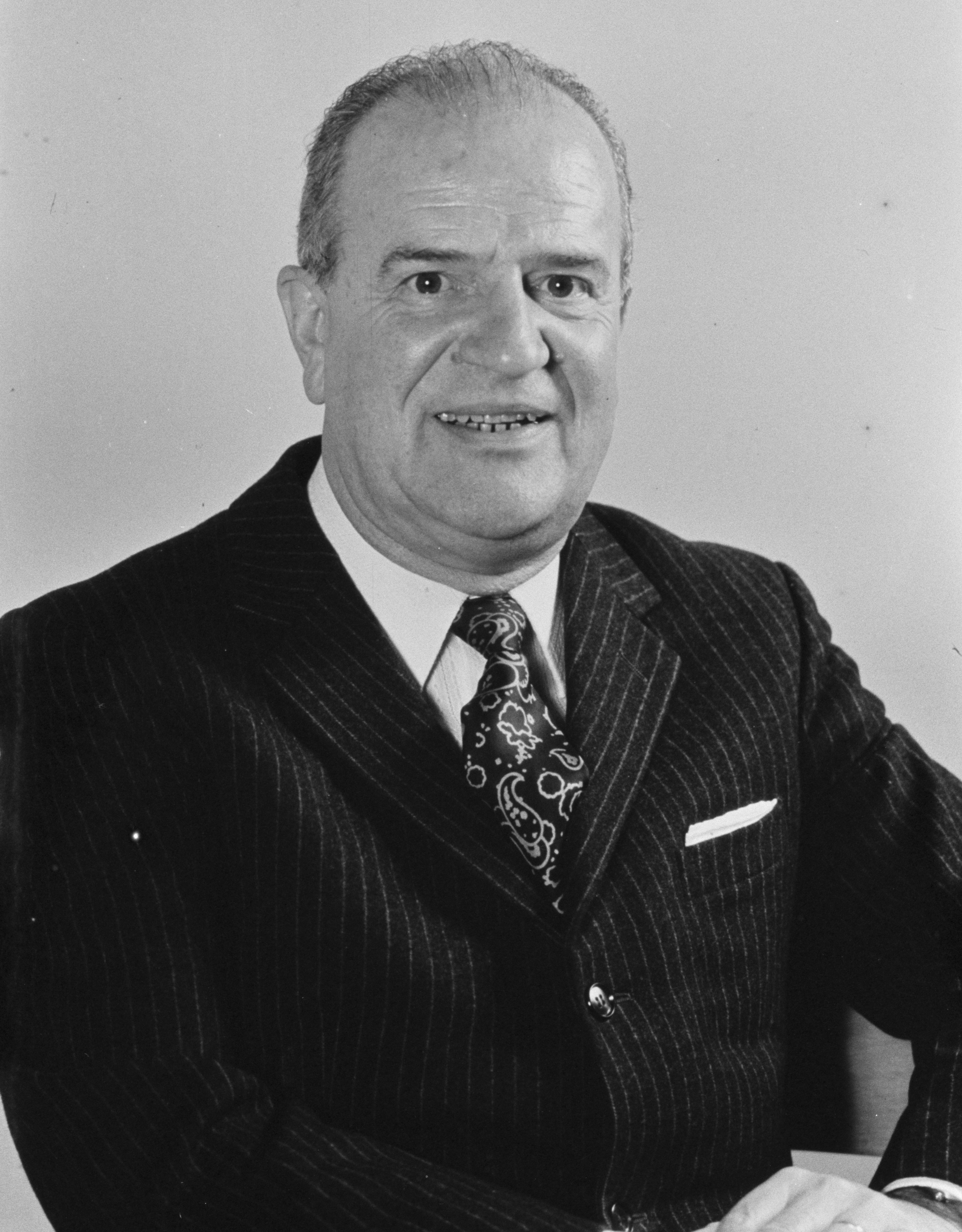
Porträt Nello Celio für das Jahr 1972 als Bundespräsident

Nello Celio (* 12. Februar 1914 in Quinto; † 29. Dezember 1995 in Bern; heimatberechtigt in Quinto) war ein Schweizer Politiker und Staatsrat (FDP). Als Bundesrat war er Verteidigungs- und Finanzminister und bekleidete 1972 das Amt des Bundespräsidenten.

## Leben
Nello Celio wurde als Sohn des Romeo Celio und der Primarlehrerin Margherita Ciossi geboren. Er studierte Rechtswissenschaften an der Universität Basel und Universität Bern, wo er 1937 promovierte; danach eröffnete er in Faido eine Notariatspraxis. Im Jahr 1941 wurde er zum Direktionssekretär im Kantonalen Departement des Innern ernannt, 1944 war er Staatsanwalt des Sopraceneri. 1946 löste er als Vertreter der liberal-radikalen Partei Emilio Forni im Staatsrat ab, wo er die Leitung des Bau- und des Militärdepartemente übernahm.
Er war massgeblich an der Gründung der Elektrizitätswerke Maggia und Blenio beteiligt; mit seinen Verbindungen zu den Elektrizitätsgesellschaften der Deutschschweiz handelte er sich aber auch Kritik ein. Im Jahr 1963 wurde er in den Nationalrat gewählt; am 15. Dezember 1966 wurde er als Nachfolger des Waadtländers Paul Chaudet in den Bundesrat gewählt. Am 31. Dezember 1973 übergab er sein Amt. Während seiner Amtszeit stand er den folgenden Departementen vor:
- 1967–1968: Militärdepartement
- 1968–1973: Finanz- und Zolldepartement

Er war Bundespräsident im Jahr 1972 und Vizepräsident im Jahr 1971. Nach seinem Rücktritt bekleidete er verschiedene Verwaltungsratsmandate. Er war Hauptmann der Schweizer Armee. Schliesslich wohnte er in Chiggiogna und ist im örtlichen Friedhof begraben.

## Wahlergebnisse in der Bundesversammlung
- 1966: Wahl in den Bundesrat mit 136 Stimmen (absolutes Mehr: 117 Stimmen)
- 1967: Wiederwahl als Bundesrat mit 180 Stimmen (absolutes Mehr: 100 Stimmen)
- 1970: Wahl zum Vizepräsidenten des Bundesrates mit 193 Stimmen (absolutes Mehr: 103 Stimmen)
- 1971: Wiederwahl als Bundesrat mit 194 Stimmen (absolutes Mehr: 103 Stimmen)
- 1971: Wahl zum Bundespräsidenten mit 179 Stimmen (absolutes Mehr: 103 Stimmen)